# Capel-le-Ferne
Capel-le-Ferne (engelskt uttal: [ˌkeɪpəl lə ˈfɜːrn]) är en ort och civil parish i grevskapet Kent i sydöstra England. Orten ligger i distriktet Dover, cirka 3,5 kilometer nordost om Folkestone och cirka 7,5 kilometer sydväst om Dover. Tätorten (built-up area) hade 1 959 invånare vid folkräkningen år 2021.